# Khvormūj
Khvormūj (persiska: خُرمُج, خُرموج, خورموج, Khowr Mūj) är en kommunhuvudort i Iran.   Den ligger i provinsen Bushehr, i den centrala delen av landet, 800 km söder om huvudstaden Teheran. Khvormūj ligger 56 meter över havet och antalet invånare är 31 667.
Terrängen runt Khvormūj är varierad.Runt Khvormūj är det glesbefolkat, med 15 invånare per kvadratkilometer. Khvormūj är det största samhället i trakten. Trakten runt Khvormūj är ofruktbar med lite eller ingen växtlighet.